# Bactrocera obscurata
Bactrocera obscurata är en tvåvingeart som först beskrevs av Meijere 1911.  Bactrocera obscurata ingår i släktet Bactrocera och familjen borrflugor. Inga underarter finns listade.